# Кугай Олена Гордіївна
Кугай (Вдовиченко) Олена Гордіївна (05. 09. 1951, с. Майданецьке Тальнівського району, нині Черкаська область) — поетеса. Членкиня НСПУ (1997).

## З життєпису
Закінчила ПТУ в Черкасах (1971) і філологічний факультетт Київського університету (2004). Працювала кранівницею у Державній холдинговій компанії «Київміськбуд» (1973—2010). Авторка збірки лірики «Притулок для душі» (1993) та «Підхоплена над прірвою світами» (1998; обидві — Київ). (П. П. Засенко)." (1) Авторка «…численних публікацій у журналах „Ранок“, „Дніпро“, „Київ“ та ін.» (2).